# Družnaja Gorka
Družnaja Gorka è una cittadina della Russia europea nordoccidentale, situata nella oblast' di Leningrado (rajon Gatčinskij).